# Pseudobasta hermanni
Pseudobasta hermanni är en svampdjursart som först beskrevs av Topsent 1931.  Pseudobasta hermanni ingår i släktet Pseudobasta och familjen Dictyodendrillidae. Inga underarter finns listade i Catalogue of Life.